# Cal Perico (Igualada)
Cal Perico és una obra modernista d'Igualada (Anoia) protegida com a Bé Cultural d'Interès Local.

## Descripció
Edifici d'estatges construït amb carreus de pedra; de planta rectangular i tres pisos d'alçada. A la primera planta destaca la balconada amb tres grans finestrals i una barana de ferro que inclou decoracions de temàtica floral. A la segona el balcó queda dividit en tres i també la barana de ferro decorada. Al pis superior desapareixen les baranes de ferro per donar pas a petites finestres de doble arc amb una columneta d'ordre corinti al mig. Destaca així mateix la decoració en relleus de pedra amb temes florals que es reparteix per tot l'edifici i s'accentua notablement al pis superior. Edifici antic que al 1920 es revesteix d'una nova façana.